# NGC 6495
NGC 6495 is een elliptisch sterrenstelsel in het sterrenbeeld Hercules. Het hemelobject werd op 11 mei 1864 ontdekt door de Duitse astronoom Albert Marth.

## Synoniemen
- UGC 11034
- MCG 3-45-39
- ZWG 112.70
- ZWG 113.4
- NPM1G +18.0527
- PGC 61091